# Diocèse de Trivento
Le diocèse de Trivento (en latin : Diœcesis Triventina ; en italien : Diocesi di Trivento) est un diocèse de l'Église catholique en Italie, suffragant de l'archidiocèse de Campobasso-Boiano et appartenant à la région ecclésiastique d'Abruzzes-Molise.

## Territoire
Le diocèse est à cheval sur une partie de trois provinces : la province de Campobasso, l'autre partie de cette province est partagée entre le diocèse de Termoli-Larino et l'archidiocèse de Campobasso-Boiano ; la province de Chieti, l'archidiocèse de Chieti-Vasto et le diocèse de Sulmona-Valva gérant les autres parties ; la province d'Isernia dont les autres parties sont dans le  diocèse d'Isernia-Venafro et l'archidiocèse de Campobasso-Boiano, Trivento étant suffragant de ce dernier. Il possède un territoire qui couvre 1234 km2 avec 58 paroisses regroupées en 4 archidiaconés. Le siège épiscopal est à Trivento avec la cathédrale de Trivento, dédicacée aux saints Nazaire et Celse (it), patron du diocèse dont les reliques auraient été données par Ambroise de Milan à l'église locale en 392 alors qu'il présidait à Capoue le synode des évêques de Campanie et de Sannio en remplacement de Paulin de Nole.

## Histoire
Il existe au moins trois hypothèses sur l'origine et la fondation du diocèse de Trivento. Selon la thèse traditionnelle, basée sur la Vita sancti Casti triventini contenue dans un codex du XIVe siècle, le diocèse est fondé par saint Caste de Larino au nom du pape Clément de Rome à la fin du Ier siècle. Les historiens locaux, de Ciarlanti au XVIIe siècle jusqu'au récent Vincenzo Ferrara, soutiennent l’origine ancienne du diocèse fondé par saint Caste qui aurait subi le martyre au début du IVe siècle et documenté par une série d’évêques tout au long du premier millénaire. La troisième thèse se limite à reconnaître que le diocèse n'est historiquement documenté qu'au Xe siècle cité dans quelques bulles par les papes Agapet II (947), Jean XIII (969), Jean XIV (993) et Grégoire V (998) ; dans la bulle de 947, le premier évêque historiquement documenté de Trivento est Leone, qui est renvoyé par le pape Agapet II à cause de sa simonie. La liste des évêques est sujette à de nombreux questionnements dû à l'homonymie des manuscrits médiévaux entre le diocèse de Trivento et les diocèses de Trevi nel Lazio (it) et de Trevi (it).
Aux Xe et XIe siècles, le diocèse est inclus dans la province ecclésiastique de Bénévent mais en 1175, le pape Alexandre III le déclare immédiatement soumis au Saint-Siège ; l'exemption fait l'objet de désaccords avec les archevêques de Bénévent mais elle est confirmée par le pape Urbain VI en 1389 et par le pape Sixte IV en 1474. Parmi les évêques du XIVe siècle, Pietro dell'Aquila (it) (1348-1361), franciscain, se distingue particulièrement par sa connaissance de Duns Scot ; il est aussi auteur de plusieurs ouvrages de philosophie et d'un commentaire de l'œuvre de Pierre Lombard.
Après le concile de Trente, l'évêque Mariconda (1582-1606) crée un séminaire diocésain entre 1582 et 1584. D'autres évêques s'impliquent dans la mise en œuvre des décrets tridentins à travers des synodes diocésains et des visites pastorales. Au XVIIe siècle, plusieurs évêques prennent l'habitude de placer leur résidence à Agnone dans le centre-nord du diocèse sauf Giovanni Battista Ferruzza (1655-1658) qui avait une résidence à Frosolone d'où il signe les actes émis pendant son épiscopat et où il est encore enterré.
Entre le XIXe et le XXe siècle, le diocèse est dirigé par des hommes de grande culture notamment Luca Nicola De Luca (1792-1819), Benedetto Terenzio (1837-1854), Luigi Agazio (1854-1887) et Carlo Pietropaoli (1897-1913). À l’époque de Mgr Epimenio Giannico, un synode diocésain (1950), un congrès eucharistique (1951) et un congrès marial (1955) sont organisés.
Le 21 août 1976, le diocèse perd son indépendance vieille de plusieurs siècles et entre dans la province ecclésiastique de l'archidiocèse de Boiano-Campobasso, qui prend plus tard le nom de Campobasso-Boiano. En 1977, Trivento subit de légères modifications territoriales: la municipalité de San Pietro Avellana passe de l'abbaye territoriale du Mont-Cassin au diocèse de Trivento qui perd les paroisses des municipalités d'Alfedena et de Castel di Sangro au profit du diocèse de Sulmona-Valva.

## Sources
- http://www.catholic-hierarchy.org